# Havelberg
Hansestadt Havelberg är en stad i Tyskland, belägen i Landkreis Stendal i nordöstra delen av förbundslandet Sachsen-Anhalt. Staden är huvudsakligen känd för sin medeltida stadskärna och domkyrka, samt som regementsstad.

## Geografi
Havelbergs stadskärna ligger på en höjd vid floden Havel, strax öster om Havels mynning i Elbe.

## Historik

### Biskopsdömet Havelberg
Trakten kring Havelberg beboddes av västslaviska stammar från omkring 600-talet. Under kung Henrik I av Sachsen och kejsaren Otto I på 900-talet kom området att gradvis erövras och införlivas i riket, och Otto I grundade omkring år 948 ett biskopsdöme på platsen, troligen samtidigt som biskopsdömet Brandenburg an der Havel. Från år 968 lades området under Magdeburgs ärkestift. Att Havelberg valdes som biskopssäte talar för att staden redan sedan tidigare var ett viktigt regionalt centrum.
År 983 bröt ett större uppror mot de tyska härskarna ut i regionen, och under de följande 150 åren kom området att åter lyda under slaviska härskare.  Helmold von Bosau kallar i sitt verk Chronica Slavorum Havelberg huvudort för stammen brisaner, och även under denna tid var staden ett viktigt regionalt centrum.

### Stadens grundande
Omkring 1130 intogs Havelberg av kejsaren Lothar III.  Efter strider 1136-1137 hamnade området slutligen genom Albrekt Björnen under det tysk-romerska rikets kontroll, vilket gjorde det möjligt för biskopen, som tidigare endast varit titulär, att ta sitt stift i besittning.  Domkyrkan i Havelberg grundlades 1150 på ett berg intill floden Havel och invigdes 1170.  Den byggdes för att även kunna fungera som befästning i den omstridda regionen. Efter förläggandet av biskopssätet till Havelberg kom en medeltida stad att växa upp på en halvö vid floden nedanför domberget.  Det exakta datumet för stadens stadsrättigheter är inte känt.
Då staden Havelberg aldrig helt stod under biskoparnas inflytande, utan delvis tillhörde markgrevskapet Brandenburg, kom biskoparna att med tiden förlägga sitt huvudsakliga residens till biskopsborgen i Wittstock, som helt lydde under biskoparna.  Från början av 1300-talet vistades biskoparna huvudsakligen i Wittstock, och Wittstock förblev biskoparnas residens fram till reformationen och den siste katolske biskopens död 1548.

### Den medeltida staden
Havelberg låg under medeltiden vid en viktig handelsled mellan norra och mellersta Tyskland.  
Staden grundlades på en halvö i floden Havel som avdelades med en vallgrav, och var rund till formen med omkring 375 meters diameter. Då staden var omringad av vatten var den endast lätt befäst och hade ingen omgivande stadsmur utom vid stadsportarna. Domkyrkans område utgjorde en självständig befästning på berget intill floden.  1359 blev staden i likhet med de flesta städer i regionen medlem i Hansan.  Staden var framförallt framstående inom handel med trävaror och spannmål, och hade bevisligen handelskontakter med Flandern från slutet av 1200-talet. Under 1460-talet präglades mynt i Havelberg, Havelberger Sterngroschen.  Staden hade 255 borgare år 1555 och troligen totalt omkring 1 000 invånare vid denna tid.

### Nyare historia
Genom reformationen omkring år 1560 kom biskopsdömet Havelberg att införlivas med kurfurstendömet Brandenburg. Under slutet av 1600-talet låg kurfurstarnas skeppsvarv på platsen.
1716 ägde ett berömt möte mellan den ryske tsaren Peter den store och kung Fredrik Vilhelm I av Preussen rum i Havelberg, då det så kallade Bärnstensrummet överlämnades till tsaren som gåva; i utbyte erhöll Preussen rekryter till kungens regemente av särskilt långa soldater, Lange Kerls.  Staden är sedan 1685 garnisonsstad och hästmarknaden i Havelberg har ägt rum sedan 1750. Stiftet Havelberg upplöstes slutligen 1819.
Staden har historiskt haft nära förbindelser med Brandenburg, och tillhörde fram till 1952 administrativt Brandenburg, då staden istället under DDR-epoken lades till Kreis Havelberg i Bezirk Magdeburg, som efter återföreningen 1990 kom att bli kärnan i förbundslandet Sachsen-Anhalt. 1994 upplöstes Kreis Havelberg och infogades i Landkreis Stendal.  Stadsfullmäktige beslutade med knapp majoritet 1990 att avslå ett förslag om att ansöka om att infogas i förbundslandet Brandenburg.  Sedan 2008 kallar sig staden officiellt Hansestadt Havelberg.

## Klimat

Genomsnittlig månadsnederbörd i Havelberg

Med 534 mm i genomsnittlig årsnederbörd tillhör Havelberg de torrare orterna i Tyskland.

## Näringsliv
Stadens näringsliv är huvudsakligen inriktat på tjänste- och jordbrukssektorn. 
Den tidigare viktiga tegeltillverkningen och varvsindustrin är idag i stort sett avvecklade.  I staden är även två bataljoner från Bundeswehr stationerade.

## Kommunikationer
Havelberg ligger vid vägen Bundesstrasse 107, omkring 50 km från motorvägen A24 (avfart Neuruppin eller Meyenburg).
År 1971 lades stickspåret från Glöwen på järnvägen Berlin-Hamburg ned och staden saknar sedan dess järnvägsförbindelse.  Bussförbindelser till Glöwen, Schönhausen (Elbe), Tangermünde och Stendal drivs av Regionalverkehrsbetriebe Westsachsen (RVW).

## Turism och sevärdheter
Den medeltida stadskärnan inrymmer bland annat:
- Havelbergs domkyrka, Mariakyrkan, ursprungligen uppförd i romansk stil från år 1150 till 1170.
- Sankt Laurentiuskyrkan, stadens medeltida kyrka från omkring år 1300.
- Prignitzmuseet, regionalhistoriskt och kyrkohistoriskt museum, inrymt i det medeltida klostret som fram till reformationen tillhörde Premonstratensorden.

Hästmarknaden i Havelberg är en av de största i sitt slag i Europa och lockar årligen över 100 000 besökare den första helgen i september.  Havelberg ligger utefter den särskilt skyltade turistvägen Strasse der Romanik, syftande på de många exemplen på romansk arkitektur i området.  Staden har även en campingplats och en småbåtshamn.

## Vänorter
- Verden an der Aller, Tyskland (sedan 1990)
- Saumur, Frankrike (sedan 1991)
- Warwick, Storbritannien (sedan 1997)

## Kända Havelbergbor
Följande personer har bott eller verkat i Havelberg.
- Karl Gussow (1843-1907), konstnär.
- Annett Louisan (född 1977), sångerska.
- Johan Fredrik Meyer (1806-1893), grafiker.
- Christian Wilberg (1839-1882), konstnär.